# 丁守和
丁守和（1925年4月—2008年3月4日），男，河北望都人，中国历史学家，中国社会科学院近代史研究所研究员，中国社会科学院荣誉学部委员。

## 生平
1948年毕业于华北大学社会科学系。